# Salvador Pagán Fernández
Jorge Salvador Pagán Fernández (Melilla, 23 de diciembre de 1951) es un abogado y político español vinculado al Partido Socialista Obrero Español. Fue alcalde de La Línea de la Concepción entre 1983 y 1995. Además, ha desempeñado diversos cargos en la administración pública, tanto en el ámbito municipal como autonómico. Actualmente es director del IES Antonio Machado y presidente nacional de Escuelas Asociadas de la UNESCO. Esta casado y tiene varios hijos, una de ellas Lorena Pagán.

## Biografía
Nació en Melilla en 1951. Su infancia transcurrió en el Barrio Obrero de la ciudad, trasladándose posteriormente a las proximidades de la Mezquita del Toreo tras un incendio en su vivienda familiar. Su familia contaba con una marcada tradición profesional: su abuelo materno fue sondista en las Minas del Rif, su abuelo, jefe de censura de Correos, y su abuela, maestra nacional.
Cursó sus estudios primarios en el colegio La Salle El Carmen de Melilla, completando allí el sexto curso y la reválida. Posteriormente se formó como maestro en la Escuela Normal de Melilla, bajo la dirección de Domingo Pérez Morán, autor de la novela A éstos que los fusilen al amanecer. Posteriormente obtuvo la licenciatura en Ciencias Sociales por la Universidad de Granada y la UNED.
En 1976, tras superar las oposiciones al Cuerpo Nacional de Magisterio, fue destinado a La Línea de la Concepción, donde ejerció como docente, llegando a dirigir el Colegio Antonio Machado.
Comenzó su carrera política en el ámbito local, siendo elegido alcalde de La Línea de la Concepción en 1985, cargo que ocupó durante tres mandatos consecutivos hasta 1995.
Posteriormente, el 3 de septiembre de 1996, fue elegido delegado provincial de la Consejería de Asuntos Sociales, cargo que ocupó hasta septiembre de 1997. También fue delegado provincial de Comercio, Turismo e Industria y, más adelante, de Educación, todos ellos en Cádiz.
Tras su etapa en la administración autonómica, retomó su labor de docente en el IES Antonio Machado, donde ocupa el cargo de director. Por último en 2017 fue nombrado socio de honor de la entidad cultural Mar del Sur y en 2018 recibió el título de alcalde honorario de La Línea.